# Хаупт, Карл Август
Карл Август Хаупт (нем. Carl August Haupt; 28 августа 1810, Кунау, ныне Кунюв, гмина Ключборк, Силезия — 4 июля 1891, Берлин) — немецкий органист и музыкальный педагог.
В 1827—1830 гг. учился в Берлине у Августа Вильгельма Баха, Бернхарда Кляйна и Зигфрида Дена. Работал органистом в различных церквях города, в 1854 г. консультировал строительство огромного органа в лондонском Хрустальном дворце. В 1869 г. сменил своего учителя Баха на посту руководителя берлинского Королевского института церковной музыки, где преподавал музыкальную теорию и органное исполнительство. Написал ряд органных пьес дидактического назначения, множество песен. Занимался публикацией произведений своего рано умершего друга и коллеги Людвига Тиле (а также был опекуном его детей). В разное время у Хаупта учились Отто Динель, Эдуард Фишер, Кларенс Эдди, Уитни Юджин Тейер, Арнольд Мендельсон, Август Лагергрен и другие.